# هامور أبيض الترقيط
هامور أبيض الترقيط (الاسم العلمي Epinephelus coeruleopunctatus)، نوع من الهامور وفصيلة القرفصية. موطنه منطقة المحيط الهادي الهندي في بحار شرق أفريقيا وجنوب أفريقيا وفي شرق الخليج العربي ويمتد موطنه إلى فيجي وتونغا.